# Stazione di Paderborn Centrale
La stazione di Paderborn Centrale (in tedesco Paderborn Hbf) è la principale stazione ferroviaria della città tedesca di Paderborn.

### Esplicative
1. ↑  Abbreviazione di Paderborn Hauptbahnhof, letteralmente "Paderborn stazione principale".